# جک لودن
جک لودن (انگلیسی: Jack Lowden؛ زادهٔ ۲ ژوئن ۱۹۹۰) یک هنرپیشه اهل بریتانیا است.
از فیلم‌هایی که وی در آن نقش داشته‌است، می‌توان به ناقوس جنگ، ۷۱، پن، جنگ و صلح، دانکرک، ماری ملکه اسکاتلند، مبارزه با خانواده ام، انگلستان مال من است، کالیبر و شرکای جرم اشاره کرد.